# Михаил Томский (лесовоз)
«Михаил Томский» (с 15.09.1936 «Мироныч») — один из первых советских кораблей-лесовозов.

## Строительство
24.01.1925 на Балтийском заводе в Ленинграде состоялась одновременная закладка первой серии лесовозов типа «Товарищ Сталин»: «Григорий Зиновьев», «Товарищ Сталин», «Михаил Томский» и «Товарищ Красин», — предназначенных для работе на линии Архангельск-Лондон. 25.10.1925 «Томский» был спущен на воду и 11.07.1927 был зачислен в состав Северной главной конторы Совторгфлота.

## История эксплуатации
С 28.01.1933 в составе Балтийской главной конторы Совторгфлота, с 15.03.1934 в составе Балтийского государственного морского пароходства, с 01.01.1940 в составе Северного государственного морского пароходства.